# Juncus donyanae
Juncus donyanae là một loài thực vật có hoa trong họ Juncaceae. Loài này được Fern.-Carv. mô tả khoa học đầu tiên năm 1986.